# Sphaerowithius vafer
Sphaerowithius vafer es una especie de arácnido del orden Pseudoscorpionida de la familia Withiidae.

## Distribución geográfica
Se encuentra en el sur de África.